# 마이카고 항공
마이카고 항공(영어: MYCargo Airlines)는 튀르키예의 화물 항공사로 본사는 튀르키예 이스탄불에 위치해 있으며 2004년에 설립했다. 또한 사용하고 있는 허브 공항으로 사비하 괵첸 국제공항이 있다.

## 역사
2004년에 하이난 항공과 터키 컨소시엄과 합작으로 ACT 항공(영어: ACT Airlines)으로 설립 했으며 2006년 3월에 HBK 회사가 인수했다. 2008년 2월 마나라 투자 회사가 주식 지분을 인수했다. 현재 마나라 회사는 사우디 비즈니스 그룹의 후원을 받아 새로 설립한 투자단에 해당된다.

## 보유 기종
- 2017년 1월 기준으로 마이카고 항공은 다음과 같은 기종을 보유하고 있으며 평균 기령은 19.8년이다.[1]

## 사고
- 마이카고 항공 6491편 추락사고

## 사진

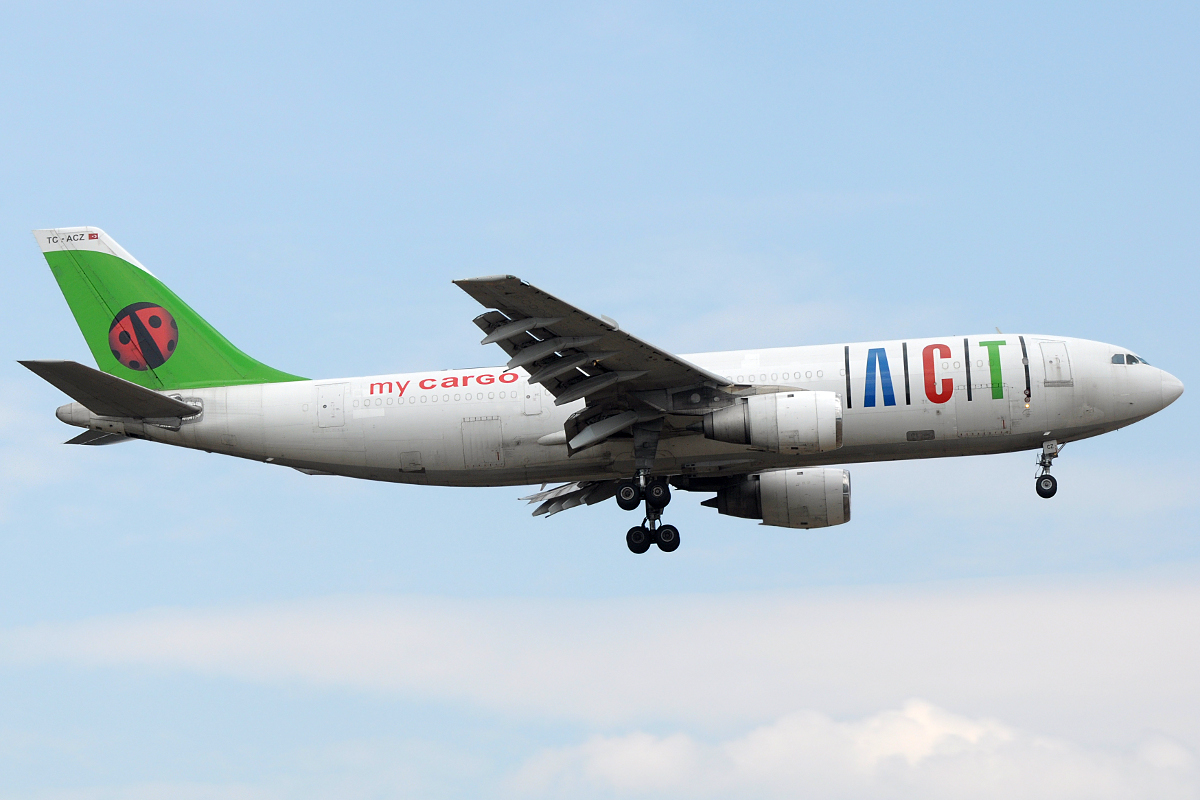
마이카고 항공의 에어버스 A300B4-100F (퇴역)
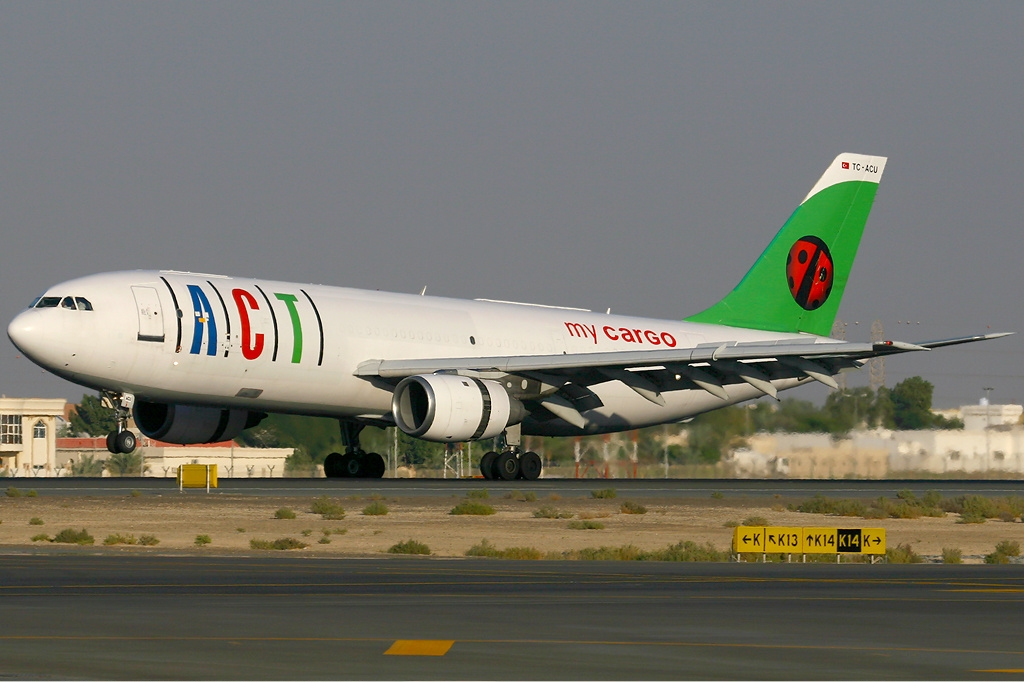
마이카고 항공의 에어버스 A300B4-200F (퇴역)
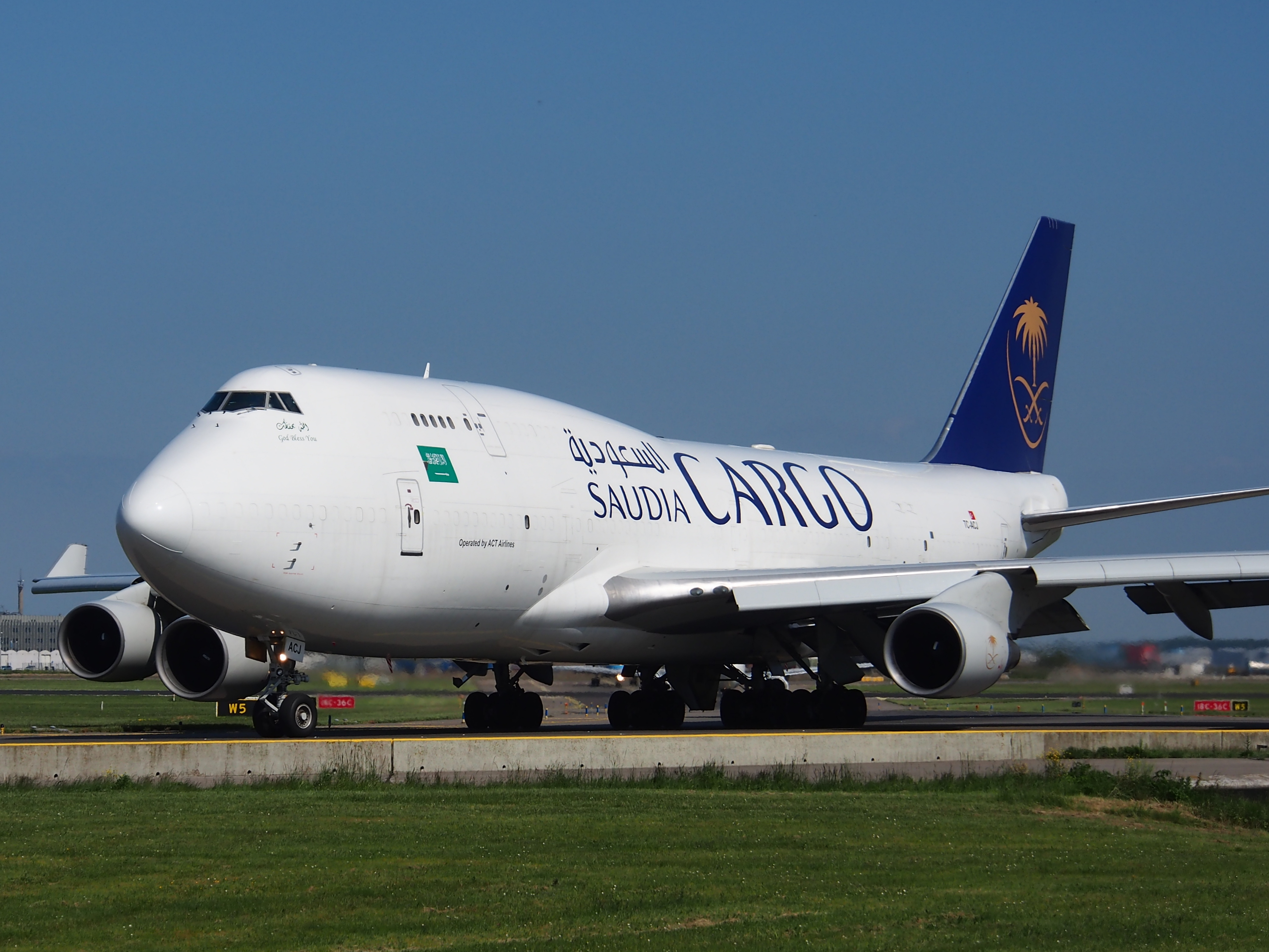
마이카고 항공의 보잉 747-400BDSF